# 12 Mieszany Pułk Kozacki
12 Mieszany Pułk Kozacki (niem. Kosaken Regiment 12, ros. 12-й Сводно-казачий полк) – oddział wojskowy Wehrmachtu złożony z Kozaków podczas II wojny światowej.
Pułk został sformowany w grudniu 1942 r. w obozie zbiorczym dla Kozaków w Szepietowce na Ukrainie. Liczył ok. 800 ludzi. Składał się z dwóch dywizjonów kawalerii (osiem sotni). Do stycznia 1943 r. pełnił zadania ochronne w rejonie Łuniniec-Łachwa, a następnie w rejonie miasta Sarny. Prawdopodobnie w grudniu tego roku wszedł w skład nowo formowanego 37 Kozackiego Pułku Policyjnego.